# HD 210905
HD 210905，又名BD+58 2403，SAO 34158、HR 8476，是一颗恒星，视星等为6.3，位于銀經103.68，銀緯2.31，其B1900.0坐标为赤經22h 8m 29.7s，赤緯+58° 2.31′ 18″。